# Johan Bevé
Johan Abraham Bevé, född 9 juli 1832 i Sala, död 11 februari 1894, var en svensk handlande.
Bevé kom till Sundsvall i slutet av 1840-talet och öppnade en manufakturaffär. Han satt i Sundsvalls stadsfullmäktige under 1863, men valet upphävdes och han blev ej återvald. 
1882 eller 1883 drabbades Bevé av ett slaganfall och återhämtade sig aldrig utan köpte en villa och bodde där till sin död 1894.